# La Valla-en-Gier
La Valla-en-Gier és un municipi francès situat al departament del Loira i a la regió d'Alvèrnia-Roine-Alps. L'any 2007 tenia 896 habitants.

## Demografia

### Població
El 2007 la població de fet de La Valla-en-Gier era de 896 persones. Hi havia 341 famílies de les quals 74 eren unipersonals (35 homes vivint sols i 39 dones vivint soles), 118 parelles sense fills, 133 parelles amb fills i 16 famílies monoparentals amb fills.
La població ha evolucionat segons el següent gràfic:
Habitants censats

### Habitatges
El 2007 hi havia 484 habitatges, 343 eren l'habitatge principal de la família, 102 eren segones residències i 39 estaven desocupats. 405 eren cases i 78 eren apartaments. Dels 343 habitatges principals, 272 estaven ocupats pels seus propietaris, 52 estaven llogats i ocupats pels llogaters i 19 estaven cedits a títol gratuït; 2 tenien una cambra, 25 en tenien dues, 48 en tenien tres, 103 en tenien quatre i 165 en tenien cinc o més. 236 habitatges disposaven pel capbaix d'una plaça de pàrquing. A 104 habitatges hi havia un automòbil i a 218 n'hi havia dos o més.

### Piràmide de població
La piràmide de població per edats i sexe el 2009 era:
| Homes | Edats   | Dones |
| ----- | ------- | ----- |
| 0     | 95 o +  | 0     |
| 0     | 90 a 94 | 4     |
| 4     | 85 a 89 | 0     |
| 0     | 80 a 84 | 0     |
| 12    | 75 a 79 | 16    |
| 12    | 70 a 74 | 20    |
| 16    | 65 a 69 | 24    |
| 16    | 60 a 64 | 16    |
| 24    | 55 a 59 | 4     |
| 48    | 50 a 54 | 32    |
| 36    | 45 a 49 | 32    |
| 16    | 40 a 44 | 32    |
| 20    | 35 a 39 | 12    |
| 32    | 30 a 34 | 32    |
| 32    | 25 a 29 | 16    |
| 28    | 20 a 24 | 16    |
| 28    | 15 a 19 | 28    |
| 16    | 10 a 14 | 16    |
| 36    | 5 a 9   | 12    |
| 20    | 0 a 4   | 32    |

## Economia
El 2007 la població en edat de treballar era de 606 persones, 440 eren actives i 166 eren inactives. De les 440 persones actives 425 estaven ocupades (235 homes i 190 dones) i 15 estaven aturades (6 homes i 9 dones). De les 166 persones inactives 75 estaven jubilades, 46 estaven estudiant i 45 estaven classificades com a «altres inactius».

### Ingressos
El 2009 a La Valla-en-Gier hi havia 345 unitats fiscals que integraven 878 persones, la mediana anual d'ingressos fiscals per persona era de 17.936 €.

### Activitats econòmiques
Dels 24 establiments que hi havia el 2007, 1 era d'una empresa alimentària, 1 d'una empresa de fabricació de material elèctric, 1 d'una empresa de fabricació d'altres productes industrials, 2 d'empreses de construcció, 6 d'empreses de comerç i reparació d'automòbils, 2 d'empreses de transport, 5 d'empreses d'hostatgeria i restauració, 2 d'empreses d'informació i comunicació, 1 d'una empresa immobiliària, 1 d'una empresa de serveis i 2 d'empreses classificades com a «altres activitats de serveis».
Dels 9 establiments de servei als particulars que hi havia el 2009, 1 era un taller de reparació d'automòbils i de material agrícola, 1 fusteria, 1 electricista, 2 perruqueries, 3 restaurants i 1 agència immobiliària.
L'únic establiment comercial que hi havia el 2009 era una fleca.
L'any 2000 a La Valla-en-Gier hi havia 51 explotacions agrícoles que ocupaven un total de 234 hectàrees.

## Equipaments sanitaris i escolars
El 2009 hi havia una escola elemental.

## Poblacions més properes
El següent diagrama mostra les poblacions més properes.